# Anthony Teachey
Anthony Teachey, né le 27 mars 1962, à Goldsboro, en Caroline du Nord, est un ancien joueur américain de basket-ball. Il évolue au poste d'ailier fort. 